# Proces przeciwko miastu
Proces przeciwko miastu (wł. Processo alla città) – włoski dramat historyczny z 1952 w reżyserii Luigiego Zampy, którego scenariusz inspirowany był aktami śledztwa w sprawie morderstwa małżeństwa Cuocolo z 1906. Nagrodzony Nastro d’argento w 1953.
Film odnowiono cyfrowo w 2016, po czym zaprezentowano na Festiwalu w Wenecji. Sponsorem projektu byli między innymi prawnicy neapolitańscy. Jest to pierwszy film w historii kina poruszający temat Camorry.

## Fabuła
Neapol na początku XX wieku. Salvatore Ruotolo i jego żona zostają zamordowani, a ich ciała podrzucone w dwóch różnych miejscach. Młody sędzia prowadzi proces śledczy, chcąc znaleźć i doprowadzić do skazania morderców. Jest zdeterminowany i uczyni to, nawet gdyby musiał postawić przed sądem całe miasto.

## Nagrody
W 1953 film otrzymał nagrodę specjalną przyznaną przez senat Berlina podczas trzeciego Berlinale. W lipcu tego samego roku Luigi Zampa otrzymał nagrodę Grolla d’oro w kategorii dla najlepszego reżysera roku, przyznawaną przez dziennikarzy w Saint-Vincent. Kolejną nagrodą była Srebrna taśma (wł. Nastro d’argento) dla najlepszego reżysera.

## Obsada
W filmie wystąpili między innymi:
- Amedeo Nazzari jako sędzia Antonio Spicacci
- Silvana Pampanini jako Liliana Ferrara
- Paolo Stoppa jako Perrone
- Dante Maggio jako Armando Capezzuto
- Franco Interlenghi jako Luigi Esposito
- Irene Galter jako Nunziata
- Gualtiero Tumiati jako naczelny prokurator
- Tina Pica jako właścicielka restauracji
- Mimì Ferrari jako ksiądz Salvatore